# ماتوی مامیکین
ماتوی مامیکین (انگلیسی: Matvey Mamykin؛ زادهٔ ۳۱ اکتبر ۱۹۹۴) دوچرخه‌سوار اهل روسیه است.
از باشگاه‌هایی که در آن بازی کرده‌است می‌توان به تیم کاتیوشا–آلپتسین اشاره کرد.